# バリバリマシン
バリバリマシンは平和出版株式会社より発行されていた二輪車の走り屋を対象に特化したオートバイ雑誌。“バリマシ”もしくは“BBM”と省略されて表現される事もある。

## 概要
創刊は1986年4月号で巻頭特集は大垂水峠だった。
レーサーレプリカブーム衰退や当局の規制取締、投稿数の減少により2002年8月号が最終号となる。最終号には休刊と記載されていたが発行元の平和出版株式会社が倒産したため事実上の廃刊となった。
- 創刊当初は峠取材日が誌面にて予告されていたが、通報された経緯があったのでゲリラ的に取材は行なわれた。
- この雑誌に掲載されて存在が知れ渡り、走行台数が増え騒音苦情や事故多発のために二輪通行禁止になった場所もある。
- “全国峠マップ”というコーナーがあったのだが、取締資料になるため連載中止になった。
- 読者同士の交流を目的とした“バリバリマシン杯”と称したミニバイクレースと“ストリートカーニバル”と称したサーキットイベントがあった。
- 1999年9月号より「BBM」表記の表紙となるが、ラスト3号で再び「バリバリマシン」表記に戻った。
- 裏表紙はほとんどの号が『バイク買取情報BUM』の広告であった。
- 兄弟誌にバリバリマシンR（後に走り屋バトルマガジンへ名称変更し、4輪ドリフト走行に特化したハイパーカースタイルバトルマガジンとなる）がある。
- まれに本誌とは何の関係もない平和出版のアダルトコミック誌が、雑誌コードを活用するため、バリバリマシン（もしくは走り屋バトルマガジン）増刊として発行されていた時もあった。
- 兄弟誌バリバリマシンR（走り屋バトルマガジン）にはミニバイクレース関連ページも少なからずあり、ミニバイク時代の阿部典史選手や加藤大治郎選手が載っていることもあった。

## 最終号
最終号で編集部からは、
「バイク雑誌に旋風を巻き起こしたバリバリマシンだが、無念にも今号で休刊となる。読者と共に突っ走ってきた約16年間、色々なことがあった。走り屋のバイブルとして誕生したバリバリマシンだからこそ、走り屋のバイブルのまま幕を閉じたいと思う。しかしだ、これですべてが終わったワケではない。 走り屋が走り続ける限り、またいつか逢える日がくることを信じている。今はただ走り続けてきたから、しばし休息につくだけだ。長い間、応援してくれた読者、そしてこの雑誌を作ってきた多くのスタッフには感謝したい。本当に今までありがとう。そしてまたいつか会おう！」
とのメッセージで締めくくっている。

## 復活そして再び休刊
2017年9月18日にFacebook上にて元編集長・高橋が2017年12月29日に東邦出版から書籍「バリバリマシンLegend」として15年ぶりに復活させると宣言。
2019年11月20日に出版元の東邦出版が民事再生法手続開始、事実上の倒産となった為に再び休刊となる。

## 再復活
2020年5月30日にFacebook上にて高橋氏が2020年8月6日に英和出版社から「バリバリマシンSpirit」として再復活させると宣言。

## 雑誌内の企画ページ
峠や湾岸道路などの現地取材のほか、以下の企画ページがあった。
- 俺達のハングオン（俺ハ）：読者のコーナリング写真投稿。フォームによってGP・赤一等賞・赤・黄・白・グレーとランク付けされていた
- 勝ち抜きゼロハン俺ハ：ミニバイク限定のコーナリング写真投稿コーナー。勝ち抜きマークが貰えれば次号に進出。
- 俺達のオリジナルマシン（俺オマ）：読者によるチューニングマシン写真掲載
- ザ・スーパーストリート：ZEPHYRなどのネイキッドやZ400FX、CBX400F、RZ250などの旧車で、目立つことを主眼に置いた共同危険型暴走族仕様ではなく、あくまで走行性能向上を主眼においたカスタムを編集部が直接取材するコーナー。まれにCRM250R、TS200R等のオフロード車をロード仕様にしたスーパーバイカーズ仕様・現在でいうモタード仕様を取材した時もあった。
- 俺達のフルバンクじゃなくてもいい（俺フ）：読者によるウイリー走行&ジャックナイフ走行投稿写真のほかにおふざけ写真の“お笑いダー”や彼女などの女性の写真投稿する“民さんは野菊のような人だ”といろいろあった。
- 俺達のヘルメット（俺へ）：読者によるオリジナル塗装およびカッティングシートでカラーリングされたヘルメット写真投稿。
- 俺達のモデルファクトリー（俺モ）：読者によるオートバイプラモデル改造の写真投稿。
- 俺のパーツインプレッション（俺パ）：読者による社外パーツインプレッション。
- ウィリーキング決定戦：初回より○代目ウィリーキングと称号を与えられる。初代ウィリーキングは後に伝説の走り屋として紹介されたTeam起死回生時代の國分信宏選手。
- 有名希望：読者によるチームアピール投稿
- 読者のパドック（読パド）：読者の投稿文章
- はばんびぼん：読者による投稿漫画
- ワトソン牛田のモー止まれない：“ワトソン牛田“が色々と辛口コメントで仕切る投稿コーナー
- バリマシ学園：編集部員と読者による色々な議論・下ネタなどの投稿
- 俺チャリ：チャリ（自転車）でヒザ擦り走行やウイリー、ジャックナイフの投稿写真を掲載するコーナー（コーナー名称がよく変わる。運転手はライダーならぬチャリダーと呼ぶ。）
- 極めろ!峠道!!～GPライダーBLACK参上!!～：謎のGPライダー“BLACK“が各地の峠道で安全に速く走るライディングを徹底解説するコーナー
- Team起死回生･國分信宏のウィリーJunkies：初代ウィリーキング國分信宏によるウィリー講座コーナー
- ミニバイク最強プロジェクト：“ポポロン岡田“による、走り屋ライダーの発掘/育成プロジェクト＆ミニバイクレース関連の裏技紹介等の人気連載コーナー。実際に読者の走り屋ライダーの中から“松山秀範“を発掘～育成。“松山秀範“は後にロードレースに参戦、もて耐にもTSRより参戦、優勝に貢献。その後“松山秀範“は国際A級に昇格。TSRよりGP125に参戦。
- 走り屋SUPPOTERS～走り屋の先輩が走り屋のために～：“ポポロン岡田“が、走り屋に協力的なミニバイク系ショップを取材
- 小礒真一郎のザ・ミニバイクスーパーライディング：まるち杯SP50チャンピオン“小礒真一郎“によるミニバイク(フルサイズ)ライディングレッスンコーナー
- 若松みさのザ・ミニバイクスーパーライディング２：国際A級ライダー“若松みさ“によるミニバイク（12インチ）ライディングレッスンコーナー
- 潤也のノリノリ一気乗り：国際A級ライダー“清水潤也“によるチャンバーテストコーナーとコラム
- WinningRord【～果てしなき道～】：カリスマ的走り屋ライダーをクローズアップし、グラビア＆ヒストリーを紹介
- ひさぽんのトランポ愛好会：投稿常連読者でもあった“ひさぽん”が担当していたトランポ製作にまつわる話のコーナー

## 連載マンガ
- ローリングキッズ（おちよしひこ）
- ローリングキッズII（おちよしひこ）
- 左によって止まりなさい（おちよしひこ）
- 右によって抜かしたれ（安藤正信）
- 僕だけのANGEL（ながのやすあき）
- From Road（横井ひであき）1999年6月号にて作者の都合により急遽連載打ち切り
- Spark（こむら孝久）

## 関連イベント
- バリバリマシン杯ミニバイクレース（中井インターサーキット）
- ストリートカーニバル（エビスサーキット）
- 関西武蔵坊杯（近畿スポーツランド）
- 関西走り屋GP（中山サーキット）
- 走りの展覧会（トミンサーキット）
- 女の子だらけの走り屋交流会